# 스테인버그
슈타인베르크 유한책임합자회사(독일어: Steinberg GmbH)은 독일의 소프트웨어 관련 기업이다. 2005년에 야마하에 인수되었다.

## 역사
1984년에 스테인 버그와 만프레드 루파와 공동으로 창립하였다. 최초의 미디 시퀸서 프로그램(Pro 16 - 코모도어 64)를 만들었고 회사의 이름이 Steinberg Research에서 Steinberg Soft- und Hardware GmbH로 변경되었다. 그리고 어느순간 미국에서 Steinberg North America, Inc로 불리고 있다. 2003년에 스테인버그는 U.S. firm Pinnacle Systems에 합병되었다.

## 연혁
- 1983년 최초의 멀티트랙(Multitrack) 시퀸서(Sequencer) 개발
- 1984년 Pro-16과 함께 Steinberg의 이름이 탄생
- 1986년 가정용 시퀸서 Pro-24 개발
- 1987년 이름이 변경, Steinberg Soft- und Hardware Gmb
- 1989년 큐베이스(Cubase) 1.0 개발
- 1990년 큐베이스가 맥킨토시에서 구동 가능해짐
- 1991년 큐베이스를 컴퓨터 환경에 맞는 음악 녹음 시스템으로 개발
- 1992년 윈도(Windows)와 큐베이스와 협약(Family)을 하여 윈도에서 가동 가능해짐
- 1994년 특별한 DSP 카드를 이용한 디지털 오디오 이펙터(Effecter)를 일반 컴퓨터에서 사용 가능하게 함
- 1995년 WaveLab을 개발, 오디오를 빠르게 편집 가능하도록 함
- 1996년 큐베이스를 통해 VST의 개념을 만듬, 맥킨토시를 이용해서 24개의 오디오 트랙과 무한대의 미디트랙으로 편집 가능하도록 함
- 1997년 VST와 ASIO를 국제 표준으로 만듦
- 1999년 전문가용 음악 편집 프로그램의 대표자리로 선두를 섬
- 2000년 오디오 워크스테이션 누엔도 개발
- 2001년 HALion 개발
- 2002년 큐베이스 SX 개발
- 2003년 HALion 2.0이 포함되어 있는 큐베이스 SX2.0과 누엔도 2.0를 개발
- 2004년 HALion 3.0, WaveLab 5, Cubase SX 3.0, Nuendo 3.0으로 6개의 상을 받음
- 2005년 야마하에 인수
- 2006년 Cubase 4와 Cubase Studio 4와 함께 VST3 기술을 새로 만듦
- 2007년 Frankfurt Musikmesse 2007에서 상을 받아 파트너 회사로 됨
- 2009년 큐베이스 탄생 25번째 기념으로 새로운 카피 복제 방지 프로그램이 들어간 큐베이스 5를 개발
- 2010년 15년의 역사를 지닌 WaveLab이 업그레이드 되었으며 Halion Sonic, 하이퍼소닉2(Hypersonic2)가 개발
- 2011년 큐베이스 6가 개발되었으며 VST Expression 2 기능이 새로이 개발되었다.

## 제품 목록

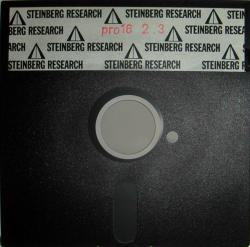
스테인버그의 최초의 제품, 스테인버그 Pro 16는 '플로피 디스켓'으로 판매되었다. 버전은 2.3

### 음악 편집 소프트웨어
- Cubase (큐베이스) 5, 6, 7 (SX 시리즈의 후속판)
- Cubase Studio (큐베이스 스튜디오) 5 & 6 (SX 시리즈의 후속판)
- Cubase Essential (큐베이스 에센셜) 5 & 6 (SX 시리즈의 후속판)
- Cubase LE (큐베이스 LE) (최적화 에디션)
- Cubase Sequel (큐베이스 시큐엘)
- V-Stack (브이-스텍)
- Nuendo (누엔도)
- WaveLab (웨이브랩)
- Cubase LE 4 (큐베이스 LE 4)

### 가상악기
- Groove Agent (그루브 에이전트)
- Groove Agent 2 (그루브 에이전트 2)
- Groove Agent 3 (그루브 에이전트 3)
- Groove Agent SE (그루브 에이전트 스텐다드 에디션)
- HALion 1.1 (할리온 1.1)
- HALion 2 (할리온 2)
- HALion 3 (할리온 3)
- HALion 4 (할리온 4)
- HALion Player (할리온 플레이어)
- HALion SE (할리온 스텐다드 에디션)
- HALion String Edition 1 (할리온 스트링 에디션 1)
- HALion String Edition 2 (할리온 스트링 에디션 2)
- HALion Symphonic Orchestra (할리온 심포니 오케스트라)
- D'cota (디'코타)
- D'cota SE (디'코타 스텐다드 에디션)
- Hypersonic 1 (하이퍼소닉 1)
- Hypersonic 2 (하이퍼소닉 2)
- HALion Sonic (할리온 소닉)
- The Grand 1 (더 그랜드 1)
- The Grand 2 (더 그랜드 2)
- The Grand 3 (더 그랜드 3)
- The Grand SE (더 그랜드 스텐다드 에디션)
- Plex (플렉스)
- Padshop (패드샵)
- Virtual Guitarist (버츄얼 기타리스트)
- Virtual Guitarist SE (버츄얼 기타리스트 스텐다드 에디션)
- Virtual Bassist (버츄얼 베이시스트)

### 하드웨어
- CC121 - 고급형 통합 컨트롤러
- CI2 - 고급형 통합 컨트롤러
- MR816 CSX - 고급형 통합 DSP 스튜디오
- MR816 X - 고급형 통합 DSP 스튜디오
- Key (라이센싱 소프트웨어 - 동글)
- WK Audio ID Controller

### 지원이 중지된 음악 편집 소프트웨어
- Pro 16 (코모도어 64)
- Pro 12 (아타리 ST)
- Pro 24 (아타리 ST, 코모도어 아미가)
- Cubase SE (큐베이스 스텐다드 에디션)
- Cubase SL
- Cubase SX
- Cubase VST24
- Cubase VST32
- Cubase Audio (큐베이스 오디오)
- Cubase Audio XT (큐베이스 오디오 XT)
- Cubase Score (큐베이스 스코어)
- Cubase For Windows (윈도를 위한 큐베이스)
- Cubasis VST (가격을 낮춘 큐베이스)
- Avalon (아발론) - 가벼운 편집을 위한 편집 소프트웨어

### 지원이 중지된 가상악기
- Plex (플렉스)
- D'cota (디'코타)
- Hypersonic (하이퍼소닉)
- 스테인버그/위쥬 X-phraze
- V-Stack (브이스택)

### 지원이 중지된 하드웨어
- MIDEX-8 - USB 미디 인터페이스
- MIDEX-3 - USB 미디 인터페이스
- MIDEX - 아타리 미디 인터페이스
- Media Interface 4 (MI4) - USB 미디 인터페이스
- Avalon 16 DA Converter - 아타리를 위한 AD 컨버터

### 위키백과에 등재된 가상악기
- 더 그랜드 2(The Grand 2)
- 하이퍼소닉 2(Hypersonic 2)